# Федеральное агентство по делам национальностей
Федеральное агентство по делам национальностей (ФАДН России) — федеральный орган исполнительной власти Российской Федерации, осуществляющий функции по реализации государственной национальной политики и реализации государственных и федеральных целевых программ в сфере межнациональных отношений и социальной и культурной адаптации и интеграции иностранных граждан в Российской Федерации.

## История
Агентство образовано 31 марта 2015 года согласно указу президента № 168. Руководителем агентства назначен Игорь Баринов.

## Структура
Структура агентства:
- Управление государственной политики в сфере межнациональных отношений:
  - Отдел по взаимодействию с национально-культурными автономиями, казачьими обществами и институтами гражданского общества
  - Отдел по вопросам коренных малочисленных народов
  - Отдел по вопросам коренных малочисленных народов
- Управление программ и проектов в сфере национальной политики:
  - Отдел реализации и правового обеспечения государственных программ
  - Отдел поддержки некоммерческих организаций
  - Отдел межбюджетных трансфертов
- Управление мониторинга состояния межнациональных и межконфессиональных отношений, профилактики экстремизма и взаимодействия с религиозными объединениями:
  - Отдел мониторинга состояния межнациональных и межконфессиональных отношений
  - Отдел профилактики экстремизма
  - Отдел по взаимодействию с религиозными объединениями
- Управление анализа, прогноза и работы с иностранными гражданами:
  - Информационно-аналитический отдел
  - Юридический отдел
  - Отдел государственной политики в сфере социокультурной адаптации и интеграции иностранных граждан
- Управление делами:
  - Отдел финансового планирования и бухгалтерского учета
  - Отдел государственного заказа, административной и кадровой работы
  - Отдел международного сотрудничества и специальных проектов
  - Отдел реализации мероприятий и информационного сопровождения деятельности
- Отдел по защите государственной тайны